# Isole di Palmarola e Zannone
Isole di Palmarola e Zannone este o arie protejată (arie specială de conservare — SAC, sit de importanță comunitară — SCI) din Italia întinsă pe o suprafață de 236 ha, din care 5 % marine.

## Localizare
Centrul sitului Isole di Palmarola e Zannone este situat la coordonatele 40°56′09″N 12°51′28″E / 40.935833°N 12.857778°E.

## Înființare
Situl Isole di Palmarola e Zannone a fost declarat sit de importanță comunitară în iunie 1995 pentru a proteja 6 specii de animale. Situl a fost protejat și ca arie specială de conservare în august 2017.

## Biodiversitate
Situată în ecoregiunea mediteraneană, aria protejată conține 8 habitate naturale: Recifuri, Păduri de Quercus ilex și Quercus rotundifolia, Formațiuni scunde de Euphorbia în apropierea falezelor, Peșteri marine scufundate complet sau parțial, Iazuri temporare mediteraneene, Pseudostepă cu ierburi și specii anuale de Thero-Brachypodietea, Tufărișuri termo-mediteraneene și de pre-deșert, Faleze cu vegetație de Limonium spp. endemic de pe coastele mediteraneene.
La baza desemnării sitului se află mai multe specii protejate de  păsări (6): Calonectris diomedea, caprimulg (Caprimulgus europaeus), șoim călător (Falco peregrinus), Phalacrocorax aristotelis desmarestii, Puffinus yelkouan, Tachymarptis melba.
Pe lângă speciile protejate, pe teritoriul sitului au mai fost identificate 10 specii de plante, 3 specii de nevertebrate.